# Gamboma
Gamboma – miasto w Kongu, w departamencie Plateaux; 18 tys. mieszkańców (2006). Siedziba rzymskokatolickiej diecezji.
Stolica dystryktu z całą administracją, koszarami wojskowymi dla regionu i szkołą podoficerską. Jest duże liceum i dwa gimnazja w tym jedno katolickie prowadzone przez parafię św. Piusa X.
Pośród wyznań są katolicy, protestanci, salutyści, kimbangiści i wiele innych wyznań afrykańskich.
W mieście znajduje się szpital oraz port lotniczy.
Miejscowość i pobliskie wioski zamieszkane w większości przez ludzi z plemienia gangoulou. Król tego plemienia zamieszkuje wioskę Mbaya oddalona 25 km od Gamboma. Plemię gangoulou sąsiaduje z plemieniem teke na południe w kierunku stolicy Brazzaville i mboszi które zamieszkuje ziemie na północ od Gamboma w kierunku miejscowości Oyo. Ludność posługuje się językiem francuskim jak również lingala i każde z plemion ma swój dialekt nad którymi prowadzone są badania lingwinistyczne.